# Max Gandrup
Max Gandrup (23 de agosto de 1967) es un deportista danés que compitió en bádminton. Ganó una medalla de plata en el Campeonato Europeo de Bádminton de 1990, en la prueba de dobles.

## Palmarés internacional
| Campeonato Europeo | Campeonato Europeo | Campeonato Europeo | Campeonato Europeo |
| Año                | Lugar              | Medalla            | Prueba             |
| ------------------ | ------------------ | ------------------ | ------------------ |
| 1990               | Moscú (URSS)       | Medalla de plata   | Dobles             |